# Gianluca Frabotta
Gianluca Frabotta (ur. 24 czerwca 1999 w Rzymie) – włoski piłkarz występujący na pozycji obrońcy we włoskim klubie Lecce oraz w reprezentacji Włoch do lat 21. Wychowanek Bologny, w trakcie swojej kariery grał także w takich zespołach jak Renate, Pordenone, Juventus oraz Hellas Verona.